# Queensland Museum

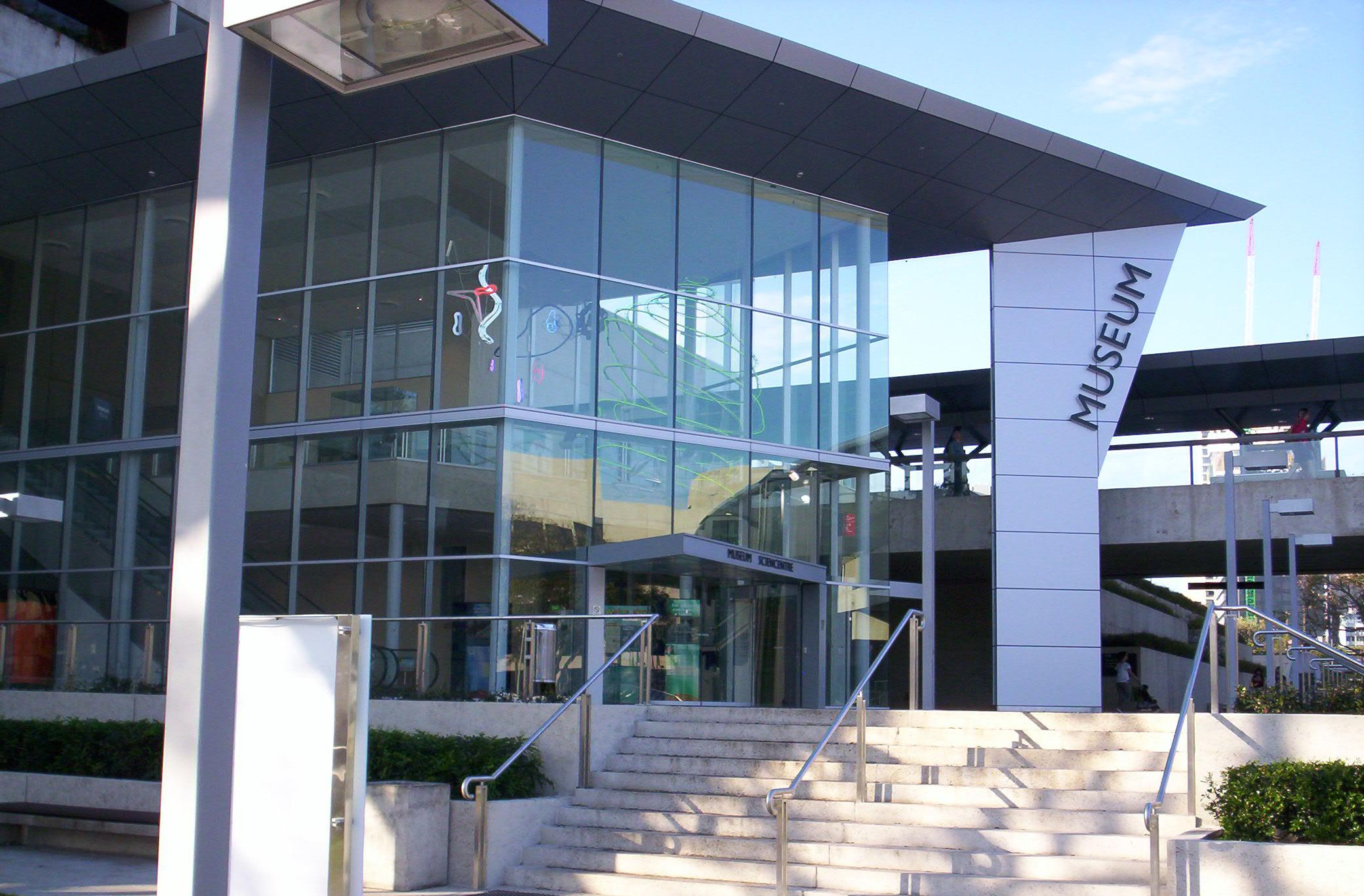
Queensland Museum - Sciencentre

Das Queensland Museum ist ein staatliches Museum in Queensland, Australien. Es gibt bisher 5 Standorte, zwei in Brisbane (in South Brisbane und Woolloongabba), sowie in Ipswich, Toowoomba und Townsville. Die Museen behandeln die Geschichte von Queensland.
Das Museum wurde 1862 von der Queensland Philosophical Society in Brisbane gegründet. 1879 zog es in ein eigenes Gebäude und 1899 in das Exhibition Building. 1985 zog es in die Grey und Melbourne Street in South Bank. Dort ist das Queensland Museum South Bank und das Science Centre. Neben dem Hauptsitz gibt es ein Eisenbahnmuseum in Ipswich (The Workshops Rail Museum), das Museum of Tropical Queensland in Townsville und das Cobb & Co Museum in Toowoomba.
Im Museum of Tropical Queensland sind auch maritime Exponate, so aus der im Barrier Reef 1791 gesunkenen HMS Pandora, die die Meuterer der Bounty jagen sollte. Ihr nachgebauter Bug ist im Museum zu sehen. Ausgestellt werden Lebewesen aus dem Great Barrier Reef und aus den tropischen Regenwäldern Queenslands. Das Cobb & Co Museum ist nach einer Postkutschen-Gesellschaft des 19. Jahrhunderts benannt und erweckt diese Pionierzeiten zum Leben.
1901 bis 1905 war Charles Walter De Vis Direktor.

## Exponate
Im Queensland Museum sind Skelette des ausgestorbenen Riesenbeutlers Diprotodon und des pflanzenfressenden Dinosauriers Muttaburrasaurus zu sehen. Seine Fossilien wurden in Muttaburra gefunden und der Saurier nach dem Ort seiner Entdeckung benannt.
Bekanntestes Ausstellungsstück ist seit 1919 der deutsche Panzer A7V „Mephisto“, der während des Ersten Weltkrieges in australischen Besitz gelangte. Er ist der letzte erhaltene deutsche Panzerwagen seiner Art. Im Juli 2015 wurde das Fahrzeug anlässlich der Gedenkfeierlichkeiten zum Ersten Weltkrieg befristet an das Australian War Memorial Museum verliehen, wo er bis Juni 2017 verblieb. Heute steht „Mephisto“ wieder im Queensland Museum South Bank und ist das Prunkstück in der am 10. November 2018 eröffneten Anzac Legacy Gallery, die sich dem Ersten Weltkrieg widmet.
Weiterhin sind völkerkundliche Exponate von Aborigines und Bewohnern der Inseln der Torres-Straße zu sehen.